# Neobythites natalensis
Neobythites natalensis är en fiskart som beskrevs av Nielsen, 1995. Neobythites natalensis ingår i släktet Neobythites och familjen Ophidiidae. Inga underarter finns listade i Catalogue of Life.